# Helicopsyche confluens
Helicopsyche confluens là một loài Trichoptera hóa thạch trong họ Helicopsychidae.